# Madame Suin
Pour les articles homonymes, voir Vriot et Suin.
Marie-Denise Vriot, dite Madame Suin est une actrice française née le 5 janvier 1742 à Mâcon et morte le 30 décembre 1817 dans l'ancien 2e arrondissement de Paris.

## Biographie
Marie-Denise Vriot naît le 5 janvier 1742 à Mâcon. Elle est la fille de Joseph Vriot, professeur d'histoire et bibliothécaire à l'Académie du roi de Pologne, et de son épouse, Louise Lebrun.
Elle débute à la Comédie-Française en 1775, en devient sociétaire en 1776, et est retraitée en 1804. 
Elle prend le nom de Madame Suin à la suite de son mariage en 1769 avec Nicolas Suin, chanteur à la Comédie-Italienne.
Elle est inhumée au cimetière du Père-Lachaise (division 8).

## Théâtre

### Quelques rôles
Source : Base La Grange et Registres des feux, site de la Comédie-Française
- 1775 : Tartuffe de Molière : Elmire (le 23 mars, débuts)
- 1775 : Le Médecin malgré lui de Molière : Lucinde
- 1775 : La Seconde surprise de l'amour de Marivaux : La marquise
- 1775 : Les Femmes savantes de Molière : Philaminte
- 1775 : Alzire de Voltaire : Céphane
- 1775 : Les Fourberies de Scapin de Molière : Nérine
- 1775 : Le Légataire universel de Jean-François Regnard : Isabelle
- 1775 : Phèdre de Jean Racine : Ismène
- 1776 : Le Festin de Pierre  de Thomas Corneille d'après Molière : Mathurine
- 1776 : Adélaïde du Guesclin de Voltaire : Taïse
- 1776 : Bajazet de Jean Racine : Zatime
- 1776 : Monsieur de Pourceaugnac de Molière : Julie
- 1776 : Britannicus de Jean Racine : Albine
- 1776 : Phèdre de Jean Racine : Panope
- 1776 : Le Festin de Pierre  de Thomas Corneille d'après Molière : Pascale
- 1776 : Iphigénie de Jean Racine : Doris
- 1776 : Cinna de Pierre Corneille : Fulvie
- 1776 : Brutus de Voltaire : Algine
- 1776 : Le Mercure galant d'Edme Boursault : Cécile
- 1776 : Athalie de Jean Racine : Agar
- 1776 : Tancrède de Voltaire : Fanie
- 1776 : Zaïre de Voltaire : Fatime
- 1776 : L'Homme à bonnes fortunes de Michel Baron : Leonor
- 1776 : Andromaque de Jean Racine : Céphise
- 1776 : Nicomède de Pierre Corneille : Cléone
- 1776 : La Mère confidente de Marivaux : Mme Argante
- 1776 : Amphitryon de Molière : La Nuit
- 1776 : Les Précieuses ridicules de Molière : Madelon
- 1776 : Le Comte d'Essex de Thomas Corneille : Tilney
- 1776 : L'Orphelin de la Chine de Voltaire : Asséli
- 1776 : Roméo et Juliette de Jean-François Ducis d'après William Shakespeare : Flavie
- 1776 : Le Legs de Marivaux : La comtesse
- 1776 : Rodogune de Pierre Corneille : Laonice
- 1776 : Horace de Pierre Corneille : Julie
- 1776 : Le Mercure galant d'Edme Boursault : Claire
- 1777 : Andromaque de Jean Racine : Cléone
- 1777 : Le Legs de Marivaux : Hortense
- 1777 : L'Homme à bonnes fortunes de Michel Baron : Araminte
- 1777 : Le Légataire universel de Jean-François Regnard : Mme Argante
- 1777 : L'Amour médecin de Molière : Lucrèce
- 1777 : Rhadamiste et Zénobie de Prosper Jolyot de Crébillon : Phénice
- 1777 : Le Misanthrope de Molière : Arsinoé
- 1777 : Athalie de Jean Racine : Salomith
- 1777 : Le Mercure galant d'Edme Boursault : Lisette
- 1777 : L'Avare de Molière : Élise
- 1777 : Les Femmes savantes de Molière : Armande
- 1777 : Le Cid de Pierre Corneille : Elvire
- 1777 : Gabrielle de Vergy de Pierre Laurent Buirette de Belloy : Isaure
- 1777 : L'Étourdi ou les Contretemps de Molière : Hippolyte
- 1777 : Phèdre de Jean Racine : Oenone
- 1777 : Le Sicilien ou l'Amour peintre de Molière : Climène
- 1777 : L'Enfant prodigue de Voltaire : Lise
- 1777 : Le Misanthrope de Molière : Célimène
- 1777 : Les Plaideurs de Jean Racine : Isabelle
- 1777 : Mérope de Voltaire : Isménie
- 1777 : Le Père de famille de Denis Diderot : Cécile
- 1777 : Le Philosophe sans le savoir de Michel-Jean Sedaine : Mme Vanderck
- 1777 : Mithridate de Jean Racine : Phoedime
- 1777 : Le Menteur de Pierre Corneille : Lucrèce
- 1777 : Le Médecin malgré lui de Molière : Martine
- 1778 : Le Dépit amoureux de Molière : Frosine
- 1778 : L'Avare de Molière : Marianne
- 1778 : Les Précieuses ridicules de Molière : Cathos
- 1778 : Crispin rival de son maître de Alain-René Lesage : Angélique
- 1778 : George Dandin de Molière : Angélique
- 1778 : Le Père de famille de Denis Diderot : Mme Hébert
- 1778 : Bajazet de Jean Racine : Zaïre
- 1778 : L'École des maris de Molière : Léonor
- 1778 : Iphigénie de Jean Racine : Egine
- 1778 : Andromaque de Jean Racine : Cléone
- 1779 : Monsieur de Pourceaugnac de Molière : Nérine
- 1779 : La Mort de Pompée de Pierre Corneille : Charmion
- 1779 : Turcaret ou le Financier d'Alain-René Lesage : Mme Adam
- 1779 : Ariane de Thomas Corneille : Nérine
- 1779 : Le Café ou l'Écossaise de Voltaire : Lady Alton
- 1779 : Le Florentin de Jean de La Fontaine et Champmeslé : Agathe
- 1780 : Alzire de Voltaire : Emire
- 1780 : Crispin rival de son maître de Alain-René Lesage : Mme Oronte
- 1780 : Le Chevalier à la mode de Dancourt : Mme Patin
- 1780 : Le Festin de Pierre  de Thomas Corneille d'après Molière : Elvire
- 1780 : Eugénie de Beaumarchais : Betsy
- 1780 : Les Précieuses ridicules de Molière : Marotte
- 1781 : Polyeucte de Pierre Corneille : Stratonice
- 1781 : Le Père de famille de Denis Diderot : Mlle Clairet
- 1781 : Eugénie de Beaumarchais : Mme Murer
- 1782 : Bérénice de Jean Racine : Phénice
- 1792 : Tartuffe de Molière : Mme Pernelle